# NGC 2809
NGC 2809 (również PGC 26220 lub UGC 4910) – galaktyka soczewkowata (S0), znajdująca się w gwiazdozbiorze Raka. Odkrył ją John Herschel 24 lutego 1827 roku.